# Als die Liebe starb
Als die Liebe starb è il quinto album in studio del gruppo musicale austriaco L'Âme Immortelle, pubblicato il 21 febbraio 2003 dalla Trisol Music Group.

## Tracce
1. 21. Februar – 3:59
2. Tiefster Winter – 5:00
3. Have I Ever? – 4:53
4. Letting Go – 5:46
5. Aus den ruinen – 5:07
6. Certainty – 4:13
7. Lake of Tears – 4:35
8. Betrayal – 4:25
9. Im tod vereint – 4:47
10. Disharmony – 5:12